# Sent Blancat (Alta Garona)
Sent Blancat (francès Saint-Plancard) és un municipi francès situat al departament de l'Alta Garona i a la regió d'Occitània.